# جام خیریه انگلستان ۱۹۹۳

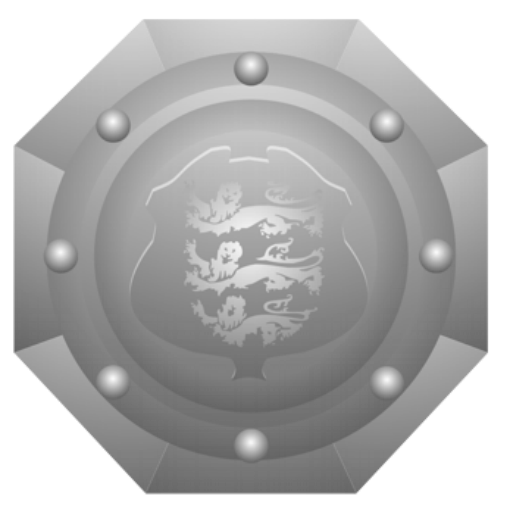
لوگوی جام خیریه انگلستان

 جام خیریه انگلستان ۱۹۹۳ ، ۷۱امین رقابت سالانه مابین قهرمانان لیگ برتر انگلستان و جام حذفی فوتبال انگلستان است.
این مسابقه در تاریخ ۷ آگوست ۱۹۹۳ مابین تیم‌های منچستر یونایتد و آرسنال در ورزشگاه ومبلی لندن برگزار شده‌است.
تیم منچستر یونایتد در این مسابقه توانست در ضربات پنالتی با نتیجه پنج بر چهار به پیروزی برسد.

## جزئیات مسابقه
| منچستر یونایتد                                | ۱ – ۱ | آرسنال                                        |
| --------------------------------------------- | ----- | --------------------------------------------- |
| هیوز ۸'                                       |       | رایت ۴۰'                                      |
| ضربات پنالتی                                  |       |                                               |
| اینس · بروس · ایروین · کین · کانتونا · رابسون | ۵ – ۴ | وینتربورن · ینسن · کمپل · مرسون · رایت · سیمن |